# الاشتراكيون الوطنيون تحت الأرض
الاشتراكيون الوطنيون تحت الأرض (بالألمانية: Nationalsozialistischer Untergrund بالإنجليزية: National Socialist Underground) هي جماعة ألمانية يمينية متطرفة وهي جماعة إرهابية من النازين الجدد.

## العمليات المنفذة
عمليات قتل متسلسة من سنة 2000 حتى 2006 كان ضحايها مهاجرين من أصول تركية وكردية ويونانية وشرطية ألمانية، وتفجيران في كولونيا في سنتي 2001 و2004.
بالإضافة لعمليات القتل قام التنظيم بعمليات سطو على البنوك 14 مرة.